# 移植排斥
移植排斥（英語：transplant rejection）是器官移植後的器官并不被受移植者身体接受的情况。一般来说这是因为免疫系统將移植器官視為異物，如同攻擊病毒或细菌一樣攻擊移植器官所引起的。通过分析贡献者和接受者的血清型并配对，或服用免疫抑制剂可以减少排斥反应。